# Noncourt-sur-le-Rongeant
Noncourt-sur-le-Rongeant är en kommun i departementet Haute-Marne i regionen Grand Est (tidigare regionen Champagne-Ardenne) i nordöstra Frankrike. Kommunen ligger i kantonen Poissons som tillhör arrondissementet Saint-Dizier. År 2022 hade Noncourt-sur-le-Rongeant 173 invånare.

## Befolkningsutveckling
Antalet invånare i kommunen Noncourt-sur-le-Rongeant
| Referens: INSEE |